# Jordi Truxa
Jordi Truxa, bis zu seiner Heirat 2009 Jordi Regel, (* 1973 in Berlin-Lichtenberg) ist ein deutscher Münzgestalter und Produktdesigner. Truxa ist der Entwerfer von mehreren Gedenkmünzen der Bundesrepublik Deutschland und 2-Euro-Gedenkmünzen der Bundesländerserie. Er ist regelmäßiger Teilnehmer an Wettbewerben für Münzgestalter.

## Werdegang
Truxa ist der Sohn eines Druckers und einer Grafikerin, der Maler Josep Renau war sein Großvater. Nach Abschluss der Schule 1990 erlernte er den Beruf des Reliefgraveurs an der Staatlichen Münze Berlin, seinen Abschluss machte er mit Auszeichnung. Nach dem Abitur auf dem zweiten Bildungsweg und der Meisterprüfung studierte er Produktdesign an der Kunsthochschule Berlin. Seit seinem Diplom im Jahr 2003 arbeitet er als Produktdesigner, zurzeit in Berlin. 2009 hat er geheiratet, legte seinen Geburtsnamen Regel ab und trägt seitdem seinen jetzigen Nachnamen Truxa.

## Wirken in der Münzgestaltung
Bereits während seines Studiums nahm Truxa, damals noch unter dem Namen Jordi Regel, an Wettbewerben zur Gestaltung deutscher Münzen teil. Noch vor seinem Diplom bekam er den Zuschlag zum Entwurf der Zehn-Euro-Gedenkmünze „50 Jahre Deutsches Fernsehen“; der ungewöhnliche Entwurf der Münze stieß in der Bevölkerung auch auf Ablehnung.
2006 entwarf Truxa, noch unter seinem Geburtsnamen Regel, die deutsche Gedenkmünze zum 250. Geburtstag von Wolfgang Amadeus Mozart; im selben Jahr belegte er im Wettbewerb um die Gestaltung der Münze zum fünfzigjährigen Bestehen der Bundesbank den dritten Platz. Im Jahr 2011 und 2012 erschienen die dritte und vierte der von Truxa entworfenen 10-Euro-Gedenkmünzen zum 125. Jahrestag der Erfindung des Automobils und zum 150. Geburtstag von Gerhart Hauptmann. 2015 bekam Truxa den Zuschlag im Wettbewerb „2 Euro Sachsen“. Am 5. Februar 2016 kam die Zwei-Euro-Gedenkmünze in den Umlauf. Kurz vorher übergab die Bundeskanzlerin Angela Merkel das erste Münzset an den Ministerpräsidenten Stanislaw Tillich. Auf weitere Entwürfe Truxas gingen 2020 die 15. Münze der Bundesländerserie mit Motiv Schloss Sanssouci in Brandenburg und die 50-Euro-Goldmünze „Orchesterhorn“ zurück, 2021 die 20-Euro-Münze „Frau Holle“.